# NGC 2468
NGC 2468 è una lontana galassia lenticolare situata nella costellazione della Lince, a una distanza di circa 430 milioni di anni luce dalla nostra Via Lattea.

## Scoperta
La galassia è stata scoperta il 1 gennaio 1865 dall'astronomo tedesco Heinrich Louis d'Arrest.

## Descrizione
SIMBAD la identificata con UGC 4110 che è la gallassia posta immediatamente a sud di NGC 2468. Non è chiaro se al momento della scoperta Heinrich d'Arrest sia riuscito a capire che si trattava di due galassie vicine ma distinte, oppure se abbia identificato un unico oggetto.